# El Salvador en la Copa Mundial de Fútbol Sub-20 de 2013
El Salvador fue uno de los 24 equipos participantes en la Copa Mundial de Fútbol Sub-20 de 2013 que se realiza en Turquía. Para la selección centroamericana era la primera asistencia al evento que se disputa desde 1977. Obtuvo la clasificación en el Campeonato Sub-20 de la Concacaf de 2013, en el que se ubicó en el tercer lugar.
La selección centroamericana terminó con un juego ganado y dos perdidos, por lo que no pasó de la ronda preliminar. Sin embargo, ese triunfo fue el primero en la historia para este país, en cualquiera de las copas mundiales organizadas por la FIFA, a excepción de la copa mundial de fútbol playa.

## Clasificación
El Salvador inició la clasificación para Turquía 2013 en la eliminatoria centroamericana que se desarrolló en la ciudad de Coatepeque, Guatemala, en julio del 2012. En dicho evento se ubicó en el primer lugar de su respectivo grupo junto a Panamá, ya que ambos obtuvieron una victoria y una derrota, mientras que el equipo eliminado fue el anfitrión Guatemala.
Con ese resultado se clasificó para el Campeonato Sub-20 de la Concacaf de 2013 que tuvo lugar en Puebla de Zaragoza, México. En la primera fase del torneo, los equipos fueron divididos en cuatro grupos de tres integrantes, y los dos primeros lugares obtuvieron el pase a la siguiente ronda. El Salvador logró clasificarse con una victoria sobre Curazao de dos goles por uno, aunque sufrió una derrota ante México con el marcador de tres goles por cero.
La clasificación a la copa mundial se decidió en la fase de cuartos de final. El Salvador quedó emparejado con Panamá, y con una victoria de tres goles por uno aseguró su presencia por primera vez en el evento. Para decidir el campeón del torneo regional, volvió a enfrentar a México en semifinales, y perdió con marcador de dos goles por cero. Por tanto, debió definir el tercer puesto contra Cuba, a la que derrotó por la mínima diferencia.

## Preparación

### Juegos Deportivos Centroamericanos
La selección sub-20 participó en el torneo masculino de fútbol de los X Juegos Deportivos Centroamericanos que se desarrollaron en San José, Costa Rica. En la primera fase formó parte del grupo A, y terminó con la medalla de bronce del certamen.

#### Primera fase
| 7 de marzo de 2013 | El Salvador | 5:0 | Nicaragua | Estadio Roberto Rohrmoser, San José, Costa Rica |  |

| 9 de marzo de 2013 | El Salvador | 1:1 | Belice | Estadio Roberto Rohrmoser, San José |  |

| 11 de marzo de 2013 | El Salvador | 0:3 | Costa Rica | Estadio Roberto Rohrmoser, San José |  |

#### Semifinales
| 13 de marzo de 2013 | El Salvador | 0:3 | Honduras | Estadio Roberto Rohrmoser, San José |  |

#### Juego por la medalla de bronce
| 15 de marzo de 2013 | El Salvador | 2:1 | Guatemala | Estadio Nacional, San José |  |

### Juegos amistosos
| 15 de mayo de 2013 | El Salvador | 1:2 | Chile                    | Estadio Municipal Lucio Fariña Fernández, Quillota, Chile |  |
|                    | Herrera 45' |     | Rojas 70' · Mancilla 78' |                                                           |  |

| 1 de junio de 2013 | El Salvador | 0:2 | Honduras                  | Byrd Stadium, College Park (Maryland), Estados Unidos |  |
|                    |             |     | Rochez 11' · Benedick 39' |                                                       |  |

| 5 de junio de 2013 | El Salvador | 1:1 | Honduras | Berry Stadium, Houston, Estados Unidos |  |
|                    | Ayala 74'   |     | 10'      |                                        |  |

| 10 de junio de 2013 | El Salvador              | 2:2 | Malí                   | Estadio Emirhan, Antalya, Turquía |  |
|                     | Barahona 46' · Lemus 87' |     | Diarrá 66' · Keyta 90' |                                   |  |

| 13 de junio de 2013 | El Salvador | 0:1 | Uruguay   | Estadio Emirhan, Antalya, Turquía |  |
|                     |             |     | Rolán 37' |                                   |  |

| 16 de junio de 2013 | El Salvador   | 1:1 | Irak      | Estadio Emirhan, Antalya, Turquía |  |
|                     | Henríquez 34' |     | Natik 43' |                                   |  |

## Jugadores
El equipo completo que participará en Turquía fue anunciado el 27 de mayo de 2013.